# Endangered Species
Endangered Species es el octavo álbum de estudio de la banda estadounidense Lynyrd Skynyrd. Fue lanzado en 1994, y contiene en su mayoría material acústico. Muchas de las canciones son temas populares de Skynyrd, además de algún material nuevo. Es el último disco de la banda en el que participa el guitarrista Ed King.

## Lista de canciones
1. "Down South Jukin'" (Gary Rossington, Ronnie Van Zant) - 2:38
2. "Heartbreak Hotel" (Mae Boren Axton, Tommy Durden, Elvis Presley) - 4:01
3. "Devil in the Bottle" (Mike Estes, Dale Krantz-Rossington, Rossington, Johnny Van Zant) - 3:35
4. "Things Goin' On" (Rossington, R. Van Zant) - 3:00
5. "Saturday Night Special" (Ed King, R. Van Zant) - 3:53
6. "Sweet Home Alabama" (King, Rossington, R. Van Zant) - 4:01
7. "I Ain't the One" (Rossington, R. Van Zant) - 3:27
8. "Am I Losin'" (Rossington, R. Van Zant) - 4:06
9. "All I Have Is a Song" (Rossington, J. Van Zant) - 3:21
10. "Poison Whiskey" (King, R. Van Zant) - 2:47
11. "Good Luck, Bad Luck" (Estes, King) - 3:23
12. "The Last Rebel" (Michael Lunn, Rossington, J. Van Zant, Robert White Johnson) - 5:42
13. "Hillbilly Blues" (Estes, King, Rossington, J. Van Zant) - 3:42

## Personal
- Johnny Van Zant - Voz
- Gary Rossington - Guitarra
- Mike Estes - Guitarra
- Leon Wilkeson - Bajo
- Billy Powell - Piano
- Owen Hale - Batería
- Ed King - Guitarra